# Erlebnismuseum

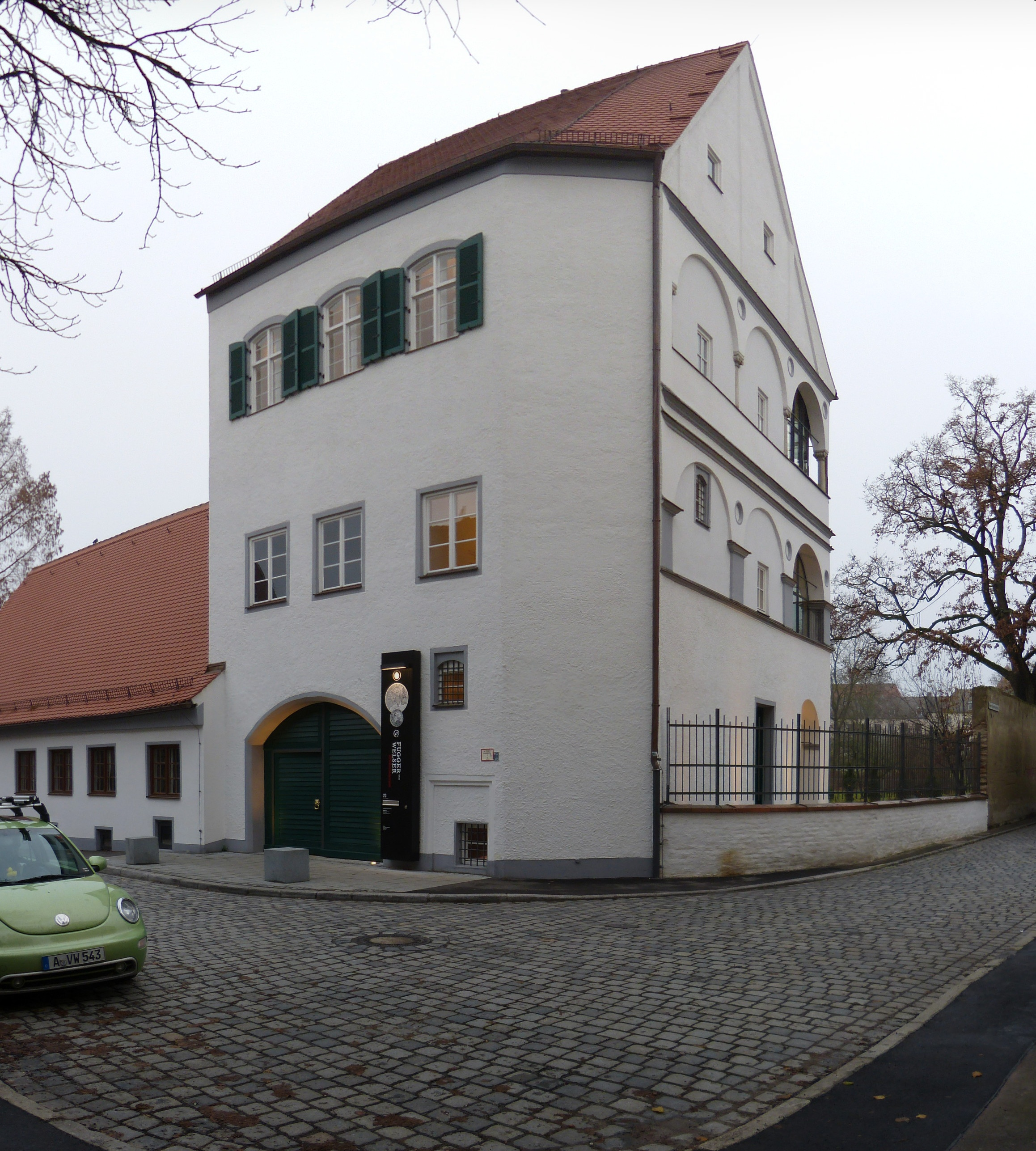
Das Fugger und Welser Erlebnismuseum in Augsburg wurde im September 2014 eröffnet.

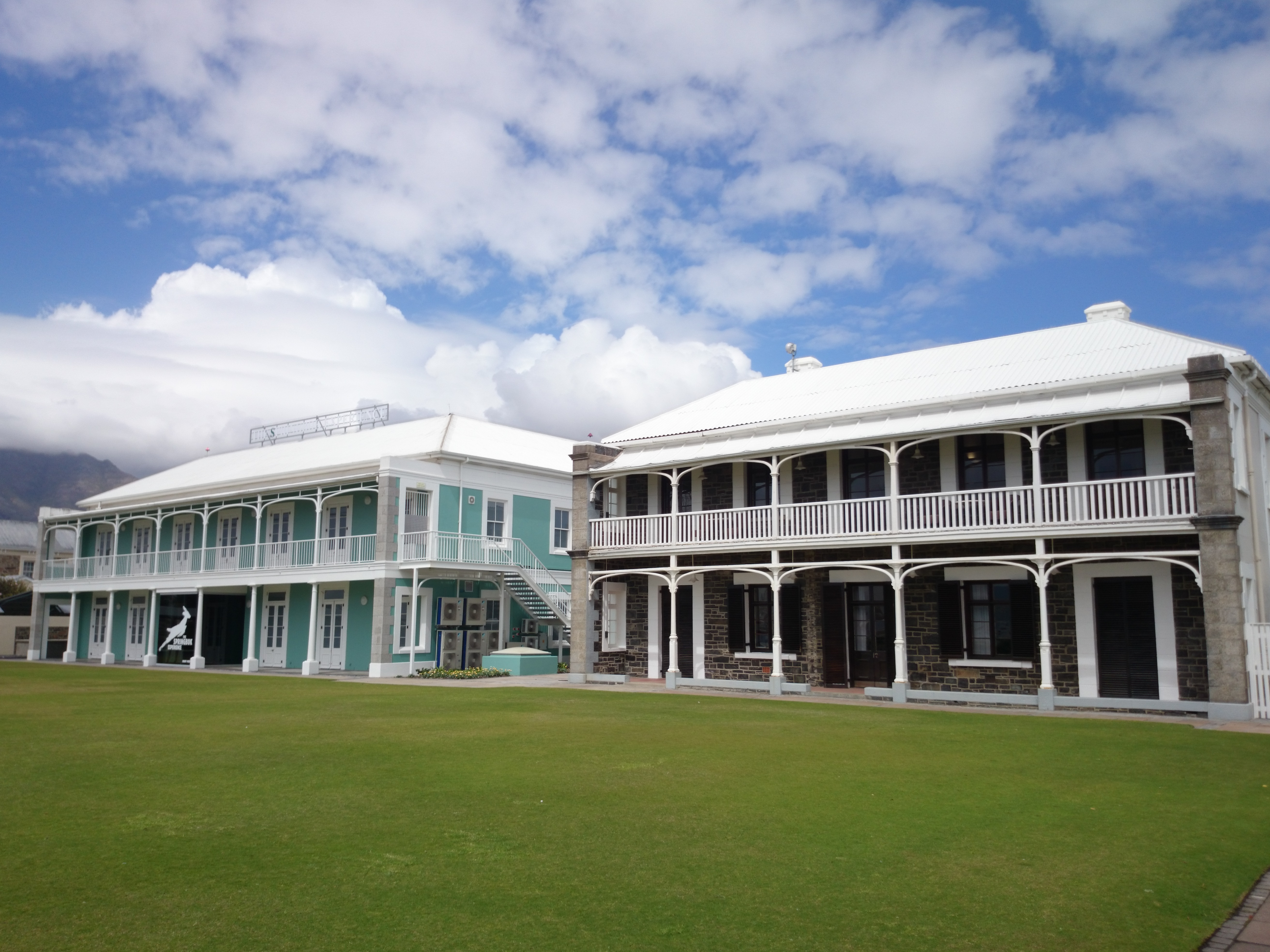
Das Springbok Experience Rugby Museum in Kapstadt ist ein Erlebnismuseum zu einer Marke. Solche Museen werden im Englischen auch als Brand Experience Center bezeichnet.

Ein Erlebnismuseum (im Englischen: Experience Museum) ist ein Museumskonzept, bei dem die Inhaltevermittlung im Mittelpunkt steht. Museen dieses Typs werden manchmal auch als Mitmach- oder Interaktionsmuseen bezeichnet. Anders als beim klassischen Museum soll das Erlernen nicht mehr primär über Texterfassung (kognitiv), sondern als ganzheitliches Erlebnis erfolgen. Auch wenn der Zweck der Museumsarbeit (Sammeln von künstlerischen, historisch wertvollen Gegenständen, Bewahren, Forschen und Vermitteln) beiden Museumsformen gemeinsam ist, wird die Vermittlung – den Interessen der Besucher entgegenkommend – serviceorientierter. Diese Besucherorientierung ist Folge einer zunehmend betriebswirtschaftlichen Betrachtung des Museumsbetriebes. Bei der neuartigen Ausstellungssprache wird viel Wert auf das Anfassen und Ausprobieren, auf die Verbindung von Wissensvermittlung mit Interaktivität und Multimedialität gelegt.
Die stärkere Reflexion zwischen Museen und Besuchern definiert den Besucher nicht mehr als Empfänger, sondern als Kunden mit seinen Wünschen und Interessen. Mit der Nutzung sinnlicher und museumsgerechter Medien werden museale Gestaltungsmöglichkeiten ausgeschöpft, die über die Möglichkeiten des Mediums Schrift herausgehen. Das Bremerhavener Museum Deutsches Auswandererhaus gilt als das größte Erlebnismuseum Europas. Das vom gleichen Architekten entworfene Europäische Hansemuseum in Lübeck vermittelt mit atmosphärisch inszenierten Räumen sowie interaktiven Angeboten einen Eindruck der Zeit der Hanse.
Sogenannte Science Center unterscheiden sich im Aufbau und den eingesetzten Techniken zur Vermittlung der Inhalte kaum von Erlebnismuseen. Sie stellen aber keine Exponate aus, die künstlerisch oder historisch wertvoll sind, sondern verfolgen den Zweck, wissenschaftliche Erkenntnisse zu vermitteln.